# Owen (submetralhadora)
A Owen, conhecida oficialmente como carabina-metralhadora Owen, foi uma submetralhadora australiana projetada por Evelyn Owen em 1938. A Owen foi a única submetralhadora de serviço totalmente projetada e produzida na Austrália na Segunda Guerra Mundial e foi usada pelo Exército Australiano de 1942 até 1971.

## História

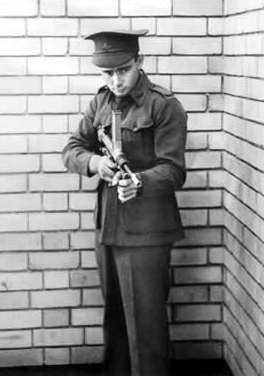
Soldado Evelyn Owen, por volta de 1941

O primeiro protótipo da Owen foi desenvolvido por Evelyn Owen em 1931, que finalizou o projeto em 1938, quando ele tinha cerca de 23 anos. Owen apresentou o projeto aos militares australianos, mas foi rejeitado, pois eles esperavam que a Sten britânica terminasse o desenvolvimento. terminar o desenvolvimento. Em maio de 1940, Owen se alistou na Segunda Força Imperial Australiana e foi enviado para o Oriente Médio, mas depois de falar sobre seu projeto ao gerente de uma fábrica local de Lysaght, que tinha interesse no projeto, Owen foi transferido para o Conselho Central de Invenções. Em junho de 1941, Owen foi dispensado do exército e começou a fabricar a Owen. Depois de realizar testes em setembro daquele ano, a Owen foi considerada mais precisa e confiável do que projetos concorrentes, como a Sten e a Thompson.

### Produção e uso

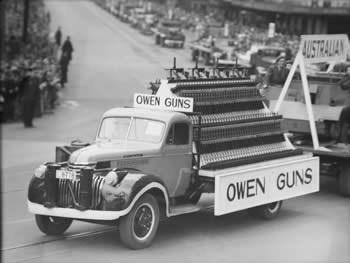
Submetralhadoras Owen em um caminhão durante um desfile de Natal em Sydney, 1942

A Owen entrou em produção nas fábricas da John Lysaght em Port Kembla e Newcastle. Entre março de 1942 e fevereiro de 1943, a Lysaght produziu 28.000 Owen. No entanto, o lote inicial de munição revelou-se do tipo errado e 10.000 armas não puderam ser fornecidas com munição. Mais uma vez, o governo ultrapassou a burocracia militar e levou a munição através dos estágios finais de produção até as mãos das tropas australianas, que na época combatiam as forças japonesas na Nova Guiné. Aproximadamente 45.000 Owen foram produzidas de 1942 a 1944. Fontes contemporâneas variam quanto ao custo de produção durante a guerra, com alguns sugerindo que o custo básico era de apenas A£8 (US$ 24); uma edição de 1945 da Popular Mechanics afirmava que o Owen custava US$ 30 (A£ 12).

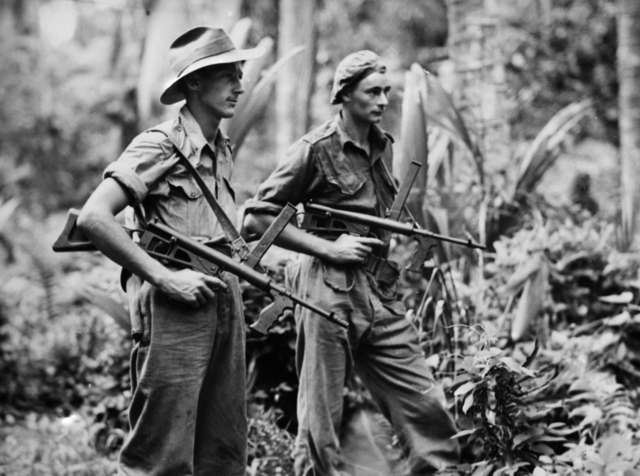
Soldados australianos armados com submetralhadoras Owen na Nova Bretanha, abril de 1945

A Owen provou ser popular entre os soldados no Pacífico. Os neozelandeses que lutaram nas campanhas de Guadalcanal e das Ilhas Salomão trocaram suas Thompson por Owen, pois descobriram que as Owen eram mais confiáveis. Durante a vida da arma, sua confiabilidade rendeu-lhe o apelido de "Digger's Darling" ("Queridinha do Digger"; digger era uma gíria dada aos soldados da Austrália e da Nova Zelândia) pelas tropas australianas, e muitos dos soldados australianos que usaram a Owen voltaram para agradecer pessoalmente à equipe Lysaght, pois acreditavam que a Owen havia salvado suas vidas. O general Douglas MacArthur considerou equipar as tropas americanas no Pacífico com a Owen.
A Owen foi mais tarde usada pelas tropas australianas nas Guerras da Coreia e do Vietnã, especialmente pelos batedores nas seções de infantaria. Permaneceu como uma arma padrão do Exército Australiano até 1971, quando foi substituída pela submetralhadora F1 e, mais tarde, pelo fuzil de assalto M16.

## Projeto
A Owen tem um projeto simples de blowback, disparando a partir de um ferrolho aberto. Ela foi projetada para ser disparada do ombro ou do quadril. É facilmente reconhecível, devido à sua aparência não convencional, incluindo o carregador montado em cima e a mira lateral necessária para permitir que o operador mire além dela. A colocação do carregador permite que a gravidade ajude a mola do carregador a empurrar os cartuchos para baixo até a culatra, o que melhora a confiabilidade do suprimento. Outra característica incomum é o alojamento separado dentro da caixa da culatra, que isola o ferrolho de pequeno diâmetro de sua alça retrátil por meio de uma pequena antepara. Isso evita que sujeira e lama emperrem o ferrolho e torna o Owen uma arma altamente confiável. O carregador montado em cima significava que se a lama entrasse na arma, ela cairia sozinha ou seria empurrada para fora pela mola do carregador. Quando testada, a Owen foi capaz de continuar disparando apesar de estar mergulhada na lama e encharcada de areia, enquanto uma Sten e uma Thompson também testadas pararam de funcionar imediatamente. Na guerra na selva, onde tanto a lama quanto a areia eram problemas frequentes, a Owen era altamente considerada pelos soldados.

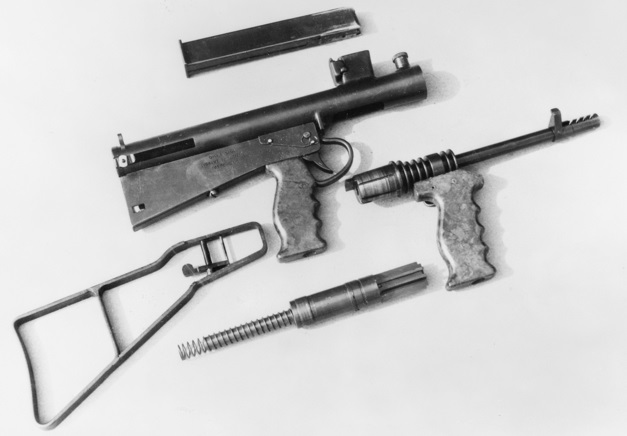
Uma Owen desmontada em campo.

Para facilitar a limpeza, o ejetor foi embutido no carregador, e não no corpo da arma. Isso permitiu que o cano fosse removido rapidamente, puxando um êmbolo com mola na frente do alojamento do carregador. Após a retirada do cano, o ferrolho e a mola de retorno são removidos para frente, desmontando completamente a arma. Como a Sten, a Owen tinha uma coronha de arame não dobrável, mas também tinha punhos de pistola como a Austen.
Em campo foram construídos dois carregadores de ferradura, de 60 e 72 tiros. Existem poucas informações sobre o sucesso desses experimentos.
Em 2004, uma fábrica subterrânea de armas foi apreendida em Melbourne, na Austrália, rendendo, entre outras coisas, três cópias silenciadas da submetralhadora Owen e peças para fabricar mais seis. Estas tinham carregadores inseridos por baixo, e não por cima, e eram suspeitos de terem sido construídos para venda a gangues locais envolvidas no comércio ilegal de drogas.
Durante a Operação Ironside em 2021, uma submetralhadora Owen, carregadores e munições adequadas para a arma de fogo foram encontradas ao lado de uma lata de combustível de plástico contendo gasolina em um parque em Gleeson Crescent em Rostrevor por oficiais do Grupo STAR e da Unidade de Operações Caninas da Polícia do Sul da Austrália.

## Operadores
- Austrália[20]
- Indonésia[21]
- Laos[22]
- Países Baixos[23]
- Nova Zelândia[24]
- Rodésia[25][26]
- Reino Unido[27]

## Prêmio patrimônio de engenharia
A arma recebeu um Marcador Nacional de Patrimônio de Engenharia da Engineers Australia como parte de seu Programa de Reconhecimento de Patrimônio de Engenharia.